# Haibach (Straubing-Bogen járás)
Haibach település Németországban, azon belül Bajorországban. Lakosainak száma 2083 fő (2023. december 31.).

## Népesség
A település népessége az elmúlt években az alábbi módon változott:
| Lakosok száma | 456  | 606  | 2120 | 2084 | 2134 | 2133 | 2121 | 2065 | 2015 | 2083 |
|               | 1875 | 1950 | 1970 | 1987 | 2012 | 2013 | 2015 | 2017 | 2021 | 2023 |